# Trinle Gyaco
Trinle Gyaco (1857. január 26. – 1875. április 25.) a 12. dalai láma Tibetben.

## Élete
Rövid élete politikailag viharos időszakra esett, amikor Tibet szomszédos országokkal állt háborúban. Tibet rendkívül legyengült a kínai Csing-dinasztia idején, amely eredetileg védelmet ígért a szomszédos Indiában gyarmatosító Brit Birodalommal szemben.
1858-ban ismerték fel, hogy ő a dalai láma reinkarnációja és 1860-ban avatták be tisztségébe. Gyermekkorában, míg tanulmányait folytatta, Tibet megtiltotta az európaiknak az országba való belépést, mivel a britek a javarészt a dalai láma által irányított Szikkim és Bután ellen háborúztak.  Attól féltek, hogy Britannia esetleg őket is gyarmatosítani kívánja. Nem kívántak az országba hittérítőket sem a lámák, ezért sem voltak hajlandóak, többek között, elfogadni a mandzsu kormányt (a császári Kínát) sem.
Trinle Gyacot hivatalosan 1873. március 11-én avatták fel dalai lámává, ám a tényleges hatalmat már nem vehette át, hiszen 1875. április 25-én egy rejtélyes betegségben elhunyt.
A rövid életű dalai lámák időszakában — a 9-12. reinkarnációig — a Panchen láma volt Tibetben a legfőbb vallási vezető.